# Comuna Vânători, Vrancea
Vânători (în trecut, Jorăști) este o comună în județul Vrancea, Moldova, România, formată din satele Balta Raței, Jorăști, Mirceștii Noi, Mirceștii Vechi, Petrești, Rădulești și Vânători (reședința).

## Așezare geografică
Comuna se află în estul județului, la est de orașul Focșani.

## Istorie
La sfârșitul secolului al XIX-lea, comuna purta numele de Jorăști, făcea parte din plasa Biliești a județului Putna și era formată din satele Jorăști, Mândrești, Rădulești și Vânători, cu o populație de 980 de locuitori ce trăiau în 210 case. Funcționau în comună o moară de apă, trei biserici și o școală mixtă cu 47 de elevi. La acea vreme, pe actualul teritoriu al comunei mai funcționa în aceeași plasă și comuna Mircești, cu satele Mircești, Paraipani și Rădulești, cu 1072 de locuitori, două biserici și o școală cu 23 de elevi.
Anuarul Socec din 1925 consemnează comunele Jorăști și Mircești în aceeași plasă: comuna Jorăști cu aceeași structură și 1662 de locuitori, iar comuna Mircești cu satele Mirceștii Noi, Mirceștii Vechi, Paraipani și Rădulești. În 1931, comuna s-a dezmembrat, rămânând doar cu satul Jorăști; pe teritoriul ei au apărut comunele suburbane ale Focșaniului: Vânători, Mândreștii Munteni și Mândreștii Moldoveni.
În 1950, comunele au fost arondate raionului Focșani din regiunea Putna, apoi (după 1952) din regiunea Bârlad și (după 1956) din regiunea Galați, între timp apărând și comuna Vânători. În 1968, comuna a trecut la județul Vrancea, și i s-au arondat și satele comunei Mircești, desființată.

## Demografie
Componența etnică a comunei Vânători
     Români (87,35%)
     Alte etnii (12,65%)
Componența confesională a comunei Vânători
     Ortodocși (86,17%)
     Alte religii (0,72%)
     Necunoscută (13,1%)
Conform recensământului efectuat în 2021, populația comunei Vânători se ridică la 6.624 de locuitori, în creștere față de recensământul anterior din 2011, când fuseseră înregistrați 5.164 de locuitori. Majoritatea locuitorilor sunt români (87,35%). Din punct de vedere confesional, majoritatea locuitorilor sunt ortodocși (86,17%), iar pentru 13,1% nu se cunoaște apartenența confesională.

## Politică și administrație
Comuna Vânători este administrată de un primar și un consiliu local compus din 15 consilieri. Primarul, Dănuț Cristian[*], de la Partidul Social Democrat, este în funcție din 1 noiembrie 2024. Începând cu alegerile locale din 2024, consiliul local are următoarea componență pe partide politice:
|  | Partid                          | Consilieri | Componența Consiliului | Componența Consiliului | Componența Consiliului | Componența Consiliului | Componența Consiliului |
|  | ------------------------------- | ---------- | ---------------------- | ---------------------- | ---------------------- | ---------------------- | ---------------------- |
|  | Partidul Social Democrat        | 5          |                        |                        |                        |                        |                        |
|  | Partidul Național Liberal       | 4          |                        |                        |                        |                        |                        |
|  | Partidul Oamenilor Tineri       | 2          |                        |                        |                        |                        |                        |
|  | Alianța pentru Unirea Românilor | 2          |                        |                        |                        |                        |                        |
|  | Uniunea Salvați România         | 1          |                        |                        |                        |                        |                        |
|  | Forța Dreptei                   | 1          |                        |                        |                        |                        |                        |

## Transport
Este deservită de șoselele județene DJ205P, care o leagă spre vest de Garoafa (unde se termină în DN2) și DJ204E, care o leagă spre vest de Focșani (unde se termină tot în DN2).

## Educație
În comună funcționează 6 gradinite și 6 școli.

## Monumente istorice
Trei obiective din comuna Vânători sunt incluse în lista monumentelor istorice din județul Vrancea ca monumente de interes local.
Două sunt clasificate ca monumente de arhitectură — biserica „Sfinții Voievozi” din satul Mirceștii Vechi, aflată pe malul râului Putna și datând din secolul al XVIII-lea; și rezervația de arhitectură și tehnică populară „Crângul Petrești” inaugurată în 1977.
Un al treilea monument este cel în memoria eroilor din Primul Război Mondial, aflat în incinta bisericii din Jorăști și ridicat în 1921.

## Personalități marcante
- Constantin Constantinescu Mircești (1900 - 1985), istoric și sociolog.